# Вальтер Фішер фон Вайкершталь
Вальтер Людвіг Отто Карл Бернгард Фішер фон Вайкершталь (нім. Walther Ludwig Otto Karl Bernhard Fischer von Weikersthal; 15 вересня 1890, Штутгарт — 11 лютого 1953, Штутгарт) — німецький воєначальник, генерал піхоти вермахту. Кавалер Лицарського хреста Залізного хреста.

## Біографія
30 червня 1909 року поступив на службу в піхоту. Учасник Першої світової війни. Після демобілізації армії залишений у рейхсвері, пройшов підготовку офіцера Генштабу. З 1 жовтня 1934 року — командир 9-го піхотного полку. З 6 жовтня 1936 року — начальник штабу 5-го армійського корпусу, з 1 вересня 1939 року — 7-ї армії. Учасники Французької кампанії. З 25 листопада 1940 року — командир 35-ї піхотної дивізії. Учасник німецько-радянської війни, включаючи бої під Смоленськом, В'язьмою і Москвою. З 1 грудня 1941 по 15 січня 1942 року виконував обов'язки командира 53-го армійського корпусу. З 30 квітня по 15 червня 1942 року — начальник 33-го вищого командування, якому підпорядковувались частини вермахту у Центральній Норвегії. З 24 вересня 1942 по 24 липня 1944 року — командир 67-го резервного корпусу (з 20 січня 1944 року — 67-го армійського корпусу). Керував операціями корпусу в районі Ам'єна. З 27 березня 1945 року — начальник вищого командування «Верхній Рейн». 8 травня 1945 року здався англо-американським війська. В 1947 році звільнений.

## Звання
- Фанен-юнкер (30 червня 1909)
- Фенріх (25 лютого 1910)
- Лейтенант (16 листопада 1910) — патент від 20 листопада 1908 року.
- Оберлейтенант (22 березня 1918)
- Гауптман (22 березня 1918)
- Майор (1 жовтня 1929)
- Оберстлейтенант (1 грудня 1932)
- Оберст (1 листопада 1934)
- Генерал-майор (1 березня 1938)
- Генерал-лейтенант (1 квітня 1940)
- Генерал піхоти (1 січня 1942)

## Нагороди
- Орден «За військові заслуги» (Баварія) 4-го класу (6 травня 1913)
- Залізний хрест
  - 2-го класу (16 жовтня 1914)
  - 1-го класу (18 липня 1916)
- Золота медаль «За військові заслуги» (Вюртемберг) (21 грудня 1914)
- Орден «За військові заслуги» (Вюртемберг), лицарський хрест (7 серпня 1916)
- Хрест «За військові заслуги» (Австро-Угорщина) 3-го класу з військовою відзнакою (21 січня 1918)
- Орден Фрідріха (Вюртемберг), лицарський хрест 1-го класу (29 березня 1918)
- Нагрудний знак «За поранення» в чорному (22 травня 1918)
- Почесний хрест ветерана війни з мечами (22 січня 1935)
- Медаль «За вислугу років у Вермахті» 4-го, 3-го, 2-го і 1-го класу (25 років)
- Медаль «У пам'ять 13 березня 1938 року» (8 липня 1939)
- Застібка до Залізного хреста
  - 2-го класу (22 грудня 1939)
  - 1-го класу (16 червня 1940)
- Лицарський хрест Залізного хреста (6 серпня 1941)
- Медаль «За зимову кампанію на Сході 1941/42»